# Efecto cumpleaños

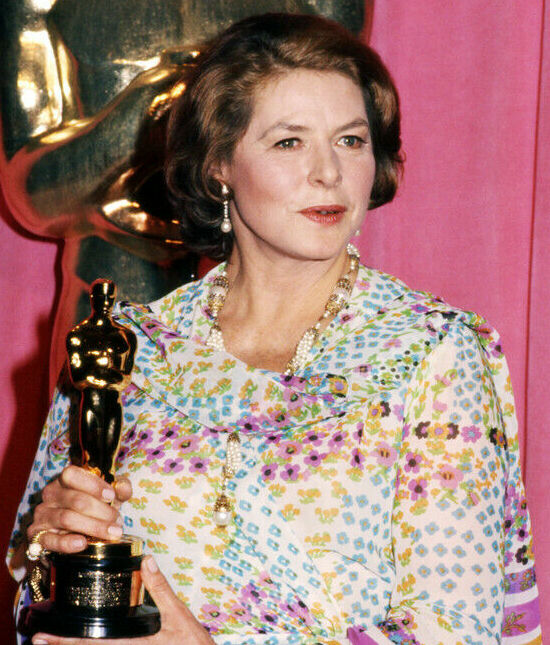
La actriz sueca Ingrid Bergman, nacida el 29 de agosto de 1915 y fallecida el 29 de agosto de 1982, es a menudo citada como uno de los ejemplos más conocidos del «efecto cumpleaños».

El efecto cumpleaños es un fenómeno estadístico en el que la probabilidad de muerte de una persona parece aumentar el día de su cumpleaños o en fechas próximas. El efecto cumpleaños se ha observado en estudios realizados en Reino Unido (sobre todo Inglaterra y Gales), Suiza, Ucrania y Estados Unidos, así como en grupos poblacionales reducidos como los jugadores de béisbol de las Grandes Ligas. Los estudios no muestran este efecto de forma sistemática; algunos concluyen que las tasas de mortalidad de hombres y mujeres difieren en el periodo previo al cumpleaños, mientras que otros no encuentran ninguna significación estadística en función del sexo.
Entre las hipótesis sugeridas para explicar este efecto se encuentran el consumo de alcohol, el estrés psicológico relacionado con la proximidad de la fecha del cumpleaños, el aumento del riesgo de suicidio, el intento de los enfermos terminales de aguantar hasta el día de su cumpleaños, una mayor importancia de la mortalidad o un ciclo fisiológico que hace que el cuerpo se debilite anualmente. Al centrase exclusivamente en las muertes por suicidio, los estudios han encontrado pruebas de un pico de suicidios el día del cumpleaños o justo después en países como Dinamarca y Hungría, pero no en Baviera o Taiwán. Un estudio ha descubierto que el riesgo de suicidio puede ser mayor para los varones el día de su cumpleaños.
Otros estudios de menor envergadura también han mostrado la presencia del efecto cumpleaños dentro de subpoblaciones, como los jugadores de las Grandes Ligas de Béisbol (MLB) y las personas con entradas en la Enciclopedia de Historia Americana.

## Ejemplos de efecto cumpleaños
| - Ashikaga Yoshinori (12 de julio de 1394 - 12 de julio de 1441) - Levi P. Morton (16 de mayo de 1824 - 16 de mayo de 1920) - Kamehameha V (11 de diciembre de 1830 - 11 de diciembre de 1872) - Sam Bass (21 de julio de 1851 - 21 de julio de 1878) - George Washington Carver (5 de enero de 1864 - 5 de enero de 1943) - Lawrence Oates (17 de marzo de 1880 - 17 de marzo de 1912) - Edna May Oliver (9 de noviembre de 1883 - 9 de noviembre de 1942) - Otto Kruger (6 de septiembre de 1885 - 6 de septiembre de 1974) - Gertrude Astor (9 de noviembre de 1887 - 9 de noviembre de 1977) - Corrie ten Boom (15 de abril de 1892 - 15 de abril de 1983) - Machine Gun Kelly (18 de julio de 1895 - 18 de julio de 1954) - Sidney Bechet (14 de mayo de 1897 - 14 de mayo de 1959) - Ella Baker (13 de diciembre de 1903 - 13 de diciembre de 1986) - Walter Diemer (8 de enero de 1905 - 8 de enero de 1998) - Olga Bancic (10 de mayo de 1912 - 10 de mayo de 1944) - Grace Bradley (21 de septiembre de 1913 - 21 de septiembre de 2010) | - María Félix (8 de abril de 1914 - 8 de abril de 2002) - Julie Bishop (30 de agosto de 1914 - 30 de agosto de 2001) - Ingrid Bergman (29 de agosto de 1915 - 29 de agosto de 1982) - Nan Grey (25 de julio de 1918 - 25 de julio de 1993) - Allen Drury (2 de septiembre de 1918 - 2 de septiembre de 1998) - James Lovelock (26 de julio de 1919 - 26 de julio de 2022) - Betty Friedan (4 de febrero de 1921 - 4 de febrero de 2006) - Mike Douglas (11 de agosto de 1925 - 11 de agosto de 2006) - Fran Warren (4 de marzo de 1926 - 4 de marzo de 2013) - Félix Rodríguez de la Fuente (14 de marzo de 1928 - 14 de marzo de 1980) - Edward Seaga (28 de mayo de 1930 - 28 de mayo de 2019) - Frances Elizabeth Allen (4 de agosto de 1932 - 4 de agosto de 2020) - Merle Haggard (6 de abril de 1937 - 6 de abril de 2016) - Grachan Moncur III (3 de junio de 1937 - 3 de junio de 2022) - Ian Marter (28 de octubre de 1944 - 28 de octubre de 1986) - Maury Chaykin (27 de julio de 1949 - 27 de julio de 2010) |